# Пийри
Пи́йри (эст. Piiri) — деревня в волости Тарту уезда Тартумаа, Эстония. 
До административной реформы местных самоуправлений Эстонии 2017 года входила в состав волости Пийриссааре.

## География
Расположена на острове Пийрисар в Чудском озере. Высота над уровнем моря — 36 метров.
В деревне находятся все три островных кладбища — два православных и одно лютеранское. Кроме Пийри на острове Пийрисар есть ещё две маленькие деревни: Сааре и Тоони.

## Население
По данным переписи населения 2021 года, в Пийри насчитывалось 32 жителя, из них 11 (34,4 %) — эстонцы.
По данным Регистра народонаселения, по состоянию на 1 января 2020 года в деревне проживали 50 человек, из них 14 женщин и 36 мужчин; жителей пенсионного возраста (65 лет и старше) — 33 человека, жителей в возрасте 15-64 лет — 33.
По данным переписи населения 2011 года в деревне проживал 31 человек, эстонцев среди них не было.
Численность населения деревни Пийри:
| Год  | 2000 | 2011 | 2017 | 2018 | 2019 | 2021 |
| ---- | ---- | ---- | ---- | ---- | ---- | ---- |
| Чел. | 57   | ↘ 31 | ↗ 53 | ↘ 51 | ↘ 50 | ↘ 32 |

## История
Русское название деревни — Межа́. В письменных источниках 1750 года упоминается Dorff Iawel oder Meschi, 1764 года — Piri K., 1790 года — Piresar, 1839 года — Pirisaar (деревня), около 1866 года — С. Мѣжа.

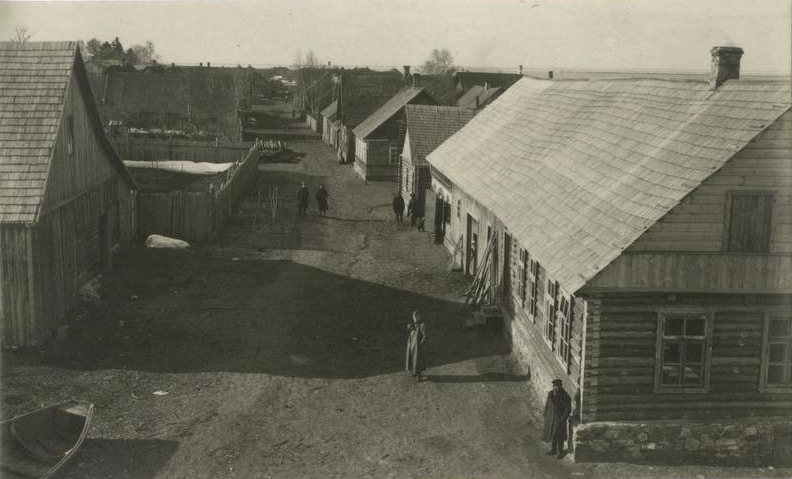
Деревня Пийри в мае 1924 года